# Kelantan
Kelantan là một bang của Malaysia. Kelantan nằm ở góc đông bắc của Malaysia Bán đảo. Bang giáp với tỉnh Narathiwat của Thái Lan ở phía bắc, Terengganu ở phía đông, Perak ở phía tây và Pahang ở phía nam. Bang giáp với Biển Đông ở phía bắc. Kelantan là một bang nông nghiệp với những đồng lúa và các làng chài ven biển. Thủ phủ và trụ sở hoàng gia của bang là Kota Bharu.

## Lịch sử
Lịch sử ban đầu của Kelantan được thể hiện trên những dấu vết của người tiền sử. Kelantan ban đầu có mối liên hệ với Vương quốc Phù Nam, Đế quốc Khmer, Sri Devi và Xiêm La. Khoảng năm 1411, Raja Kumar, người cai trị Kelantan đã làm cho Vương quốc này độc lập với Xiêm và Kelantan trở thành một trung tâm buôn bán quan trọng vào cuối thế kỷ XV.
Năm 1499, Kelantan trở thành một nước chư hầu của Vương quốc Hồi giáo Malacca. Sau khi Vương quốc này sụp đổ năm 1511, Kelantan bị phân tách và được đặt dưới quyền của mỗi tù trưởng và phải triều cống cho Pattani, Vương quốc Mã Lai quan trọng nhất ở phía đông bán đảo. Đầu những năm 1600, hầu hết các tù trưởng ở Kelantan trở thành thần dân của Pattani.
Khoảng năm 1760, Long Yunus, một người có dòng dõi quý tộc nhà binh có nguồn gốc Patani đã thống nhất lãnh thổ Kelantan ngày nay. Long Yunus được con trai kế vị năm 1800, Long Muhammad có tước hiệu là Quốc vương Muhammad I. Vì không có con nên sau khi Long Muhammad qua đời đã nổ ra nội chiến để tranh giành ngôi vua. Cháu trai của ông là Long Senik Mulut Merah đã chiến thắng các họ hàng khác của mình và trở thành vua năm 1835 với tước hiệu là Quốc vương Muhammad II.
Quốc vương Muhammad II đẩy mạnh mối liên minh lỏng lẻo với Xiêm trở thành chính sách của Kelantan. Theo Hiệp ước Anh-Xiêm năm 1909, người Thái từ bỏ tuyên bố củ quyền với Kelantan, Terengganu, Kedah và Perlis cho Anh. Kelantan trở thành nơi đầu tiên ở Mã Lai bị Nhật Bản xâm chiếm vào ngày 8 tháng 12 năm 1941. Trong thời kỳ chiếm đóng của Nhật Bản, Kelantan trở lại dưới quyền kiểm soát của Xiêm nhưng sau khi Nhật Bản bại trận, Kelantan trở lại dưới quyền lực của Anh.
Kelantan trở thành một phần của Liên bang Mã Lai vào ngày 1 tháng 2 năm 1948 và cùng với các bang khác giành được độc lập vào ngày 31 tháng 12 năm 1957. Năm 1963, Kelantan trở thành một bang của Malaysia.

## Nhân khẩu
| Tôn giáo tại Kelantan - Điều tra 2010 | Tôn giáo tại Kelantan - Điều tra 2010 | Tôn giáo tại Kelantan - Điều tra 2010 | Tôn giáo tại Kelantan - Điều tra 2010 | Tôn giáo tại Kelantan - Điều tra 2010 |
| ------------------------------------- | ------------------------------------- | ------------------------------------- | ------------------------------------- | ------------------------------------- |
| Tôn giáo                              | Tôn giáo                              |                                       | Tỷ lệ                                 | Tỷ lệ                                 |
| Hồi giáo                              | Hồi giáo                              |                                       | 95.2%                                 | 95.2%                                 |
| Phật giáo                             | Phật giáo                             |                                       | 3.8%                                  | 3.8%                                  |
| Công giáo                             | Công giáo                             |                                       | 0.3%                                  | 0.3%                                  |
| Không tôn giáo                        | Không tôn giáo                        |                                       | 0.3%                                  | 0.3%                                  |
| Hindu                                 | Hindu                                 |                                       | 0.2%                                  | 0.2%                                  |
| Khác                                  | Khác                                  |                                       | 0.2%                                  | 0.2%                                  |
| Tôn giáo truyền thống Trung Hoa       | Tôn giáo truyền thống Trung Hoa       |                                       | 0%                                    | 0%                                    |
| Vô thần                               | Vô thần                               |                                       | 0%                                    | 0%                                    |

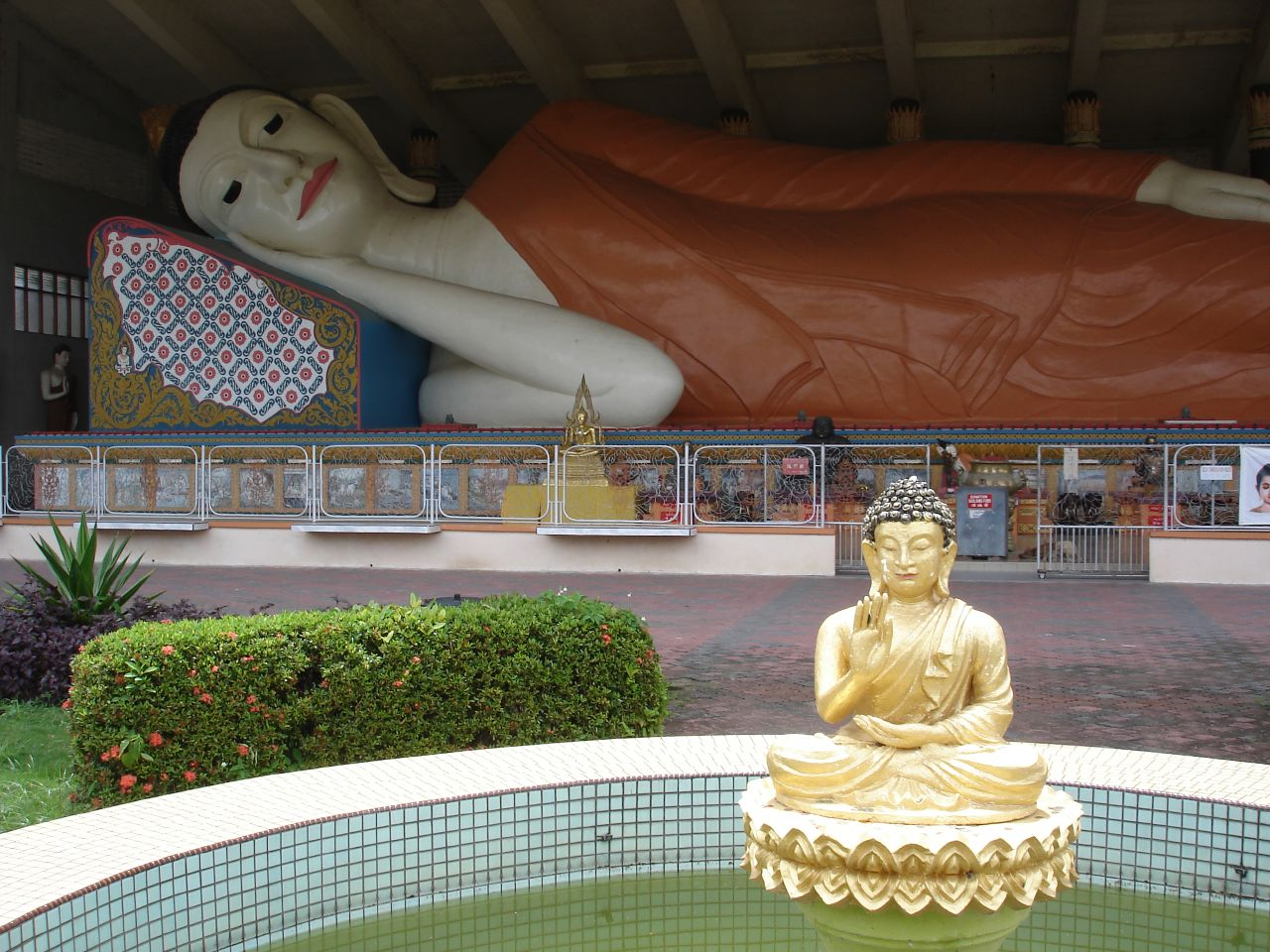
Tượng Phật nằm ở chùa Wat Photivihan

Kelantan là một bang mà nông thôn chiếm phần lớn, điều này đã giúp cho các nét văn hóa Mã Lai truyền thống vẫn còn được gìn giữ.
Người Mã Lai ở Kelantan thuộc một nhóm riêng biệt. Không giống như những người Mã Lai khác, họ được tin là có nguồn gốc Mã Lai cổ từ phía bắc chứ không phải phía nam. Nhiều người Kelantan cũng có nguồn gốc Thái. Tuy nhiên họ vẫn được phân loại và dược xem như những người Mã Lai thông thường. Phương ngữ Mã Lai ở Kelantan khác biệt với tiếng Mã Lai chuẩn cũng như các phương ngữ Mã Lai khác về ngữ pháp, phát âm và hình thái ngôn ngữ. Phương ngữ Mã Lai Kelantan là ngôn ngữ chung duy nhất tại bang và được sử dụng trong truyền thông, một số người dân Kelantan không thể nói được tiếng Mã Lai chuẩn. Chữ Jawi vốn không còn được dùng trên hầu khắp đất nước nhưng tại Kelantan, chúng vẫn được sử dụng đáng kể. 95% dân số bang là người Mã Lai.
Người gốc Thái ở Kelantan hầu hết tập trung ở một khu vực quanh thành phố ven biển Tumpat, nơi đây có gần hết trong số 200 ngôi chùa Phật giáo, đáng chú ý là có một số ngôi làng của người Xiêm. Người gốc Hoa ở Kelantan tự gọi mình là Cina Kampung (Làng Tàu) hay Cina Bandar (Phố Tàu). Không giống như những bang khác, người gốc Hoa ở đây là con cháu của những đợt nhập cư quy mô nhỏ. Người gốc Hoa có thể nói tiếng Mã Lai Kelantan lưu loát.

## Hành chính
Đơn vị hành chính ở Kelantan được gọi là Jajahans.
- Jajahan Kota Bharu
- Jajahan Pasir Mas
- Jajahan Tumpat (ڤموت)
- Jajahan Pasir Puteh
- Jajahan Bachok
- Jajahan Kuala Krai
- Jajahan Machang
- Jajahan Tanah Merah
- Jajahan Jeli
- Jajahan Gua Musang